# Eyendorf
Eyendorf település Németországban, azon belül Alsó-Szászország tartományban. Lakosainak száma 1178 fő (2023. december 31.).

## Népesség
A település népességének változása:
| Lakosok száma | 1257 | 1244 | 1216 | 1212 | 1202 | 1178 |
|               | 2016 | 2017 | 2019 | 2021 | 2022 | 2023 |